# Ígor Simuténkov
Ígor Vitálievich Simutenkov (en ruso: Игорь Витальевич Симутенков; Moscú, Unión Soviética, 3 de abril de 1973) es un exfutbolista ruso, se desempeñaba como delantero. Actualmente es el asistente de entrenador en el Zenit de San Petersburgo.

## Clubes
| Club                | País           | Año       | Partidos | Goles |
| FC Dinamo Moscú     | Rusia          | 1990-1994 | 114      | 44    |
| AC Reggiana         | Italia         | 1994-1998 | 97       | 20    |
| Bolonia FC          | Italia         | 1998-1999 | 14       | 3     |
| CD Tenerife         | España         | 2000-2002 | 54       | 4     |
| Kansas City Wizards | Estados Unidos | 2002-2004 | 49       | 12    |
| FC Rubin Kazán      | Rusia          | 2005      | 1        | 0     |
| FC Dinamo Vorónezh  | Rusia          | 2006      | 17       | 4     |

- Datos: Q519602
- Multimedia: Igor Simutenkov / Q519602